# Poppelmusseron
Poppelmusseron (Tricholoma populinum) är en svampart som beskrevs av J.E. Lange 1933. Poppelmusseron ingår i släktet musseroner och familjen Tricholomataceae.  Arten är reproducerande i Sverige. Inga underarter finns listade i Catalogue of Life.

## Bildgalleri

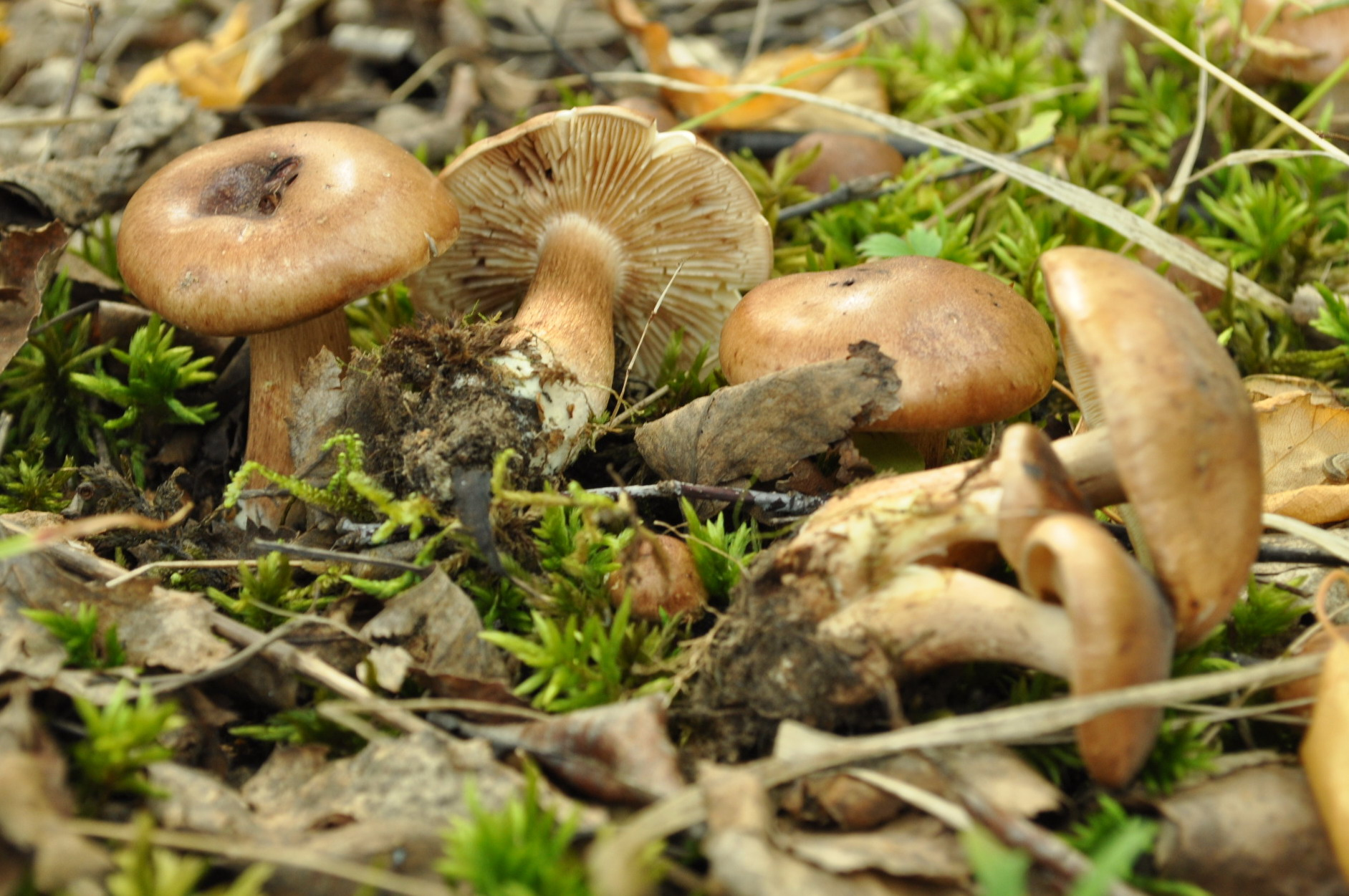
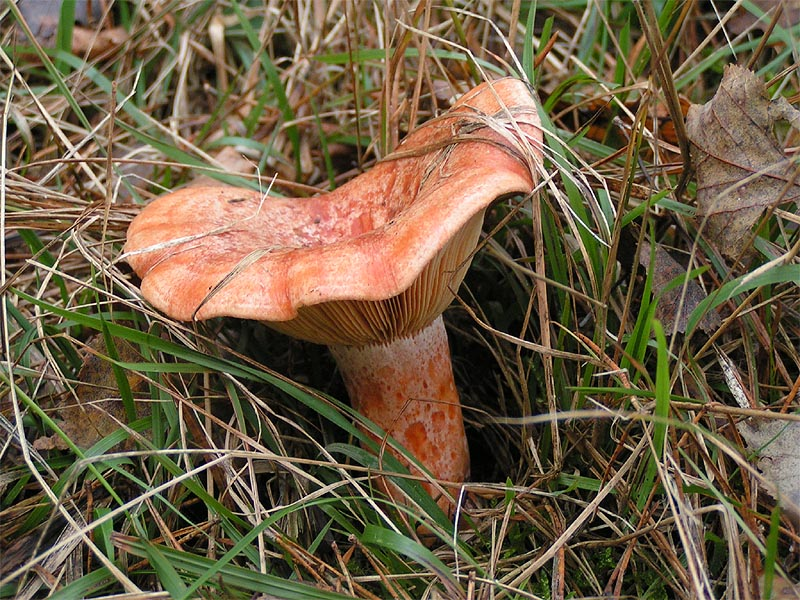